# プジョー・108
108は、プジョーが製造・販売していたAセグメントに属する自動車である。

## 概要
2014年3月のジュネーブモーターショーにて初公開。同年6月発売。プジョーのエントリーモデルでシトロエン・C1、トヨタ・アイゴとは兄弟車にあたる。ボディタイプは3ドアと5ドアのハッチバック、幅800mm×長さ760mmの開口部をもつキャンバストップ仕様「TOP!」を設定する。エクステリアは二代目プジョー・308、初代プジョー・508などのモデルと共通の意匠とし、ブランドの統一感が強くなっている。インテリアは一部機能を兄弟車と共通化。また、スマートフォンと連動することができるタッチパネル式ディスプレイを採用した。 
チェコのコリーンにあるTPCAの工場にて姉妹車であるアイゴとC1と共に生産されている。
エンジンは3気筒の1.0L 69PSまたは1.2L 82PS。1.0Lは先代より1PS向上。1.2Lは3兄弟のうちPSAの2車（108/C1）のみ設定。ユーロ6適合。ガソリンエンジンのみで、ディーゼルはない。2018年の改良で1.0Lは72PSに向上。一方、1.2Lはラインナップから落とされている。
トランスミッションは5速MTのほか、5速の2ペダルMT（セミAT）も1.0L車に設定される。
2015年、108にプジョー恒例の全仏オープン記念特別仕様「ローラン・ギャロス」が登場。TOP!仕様に設定。

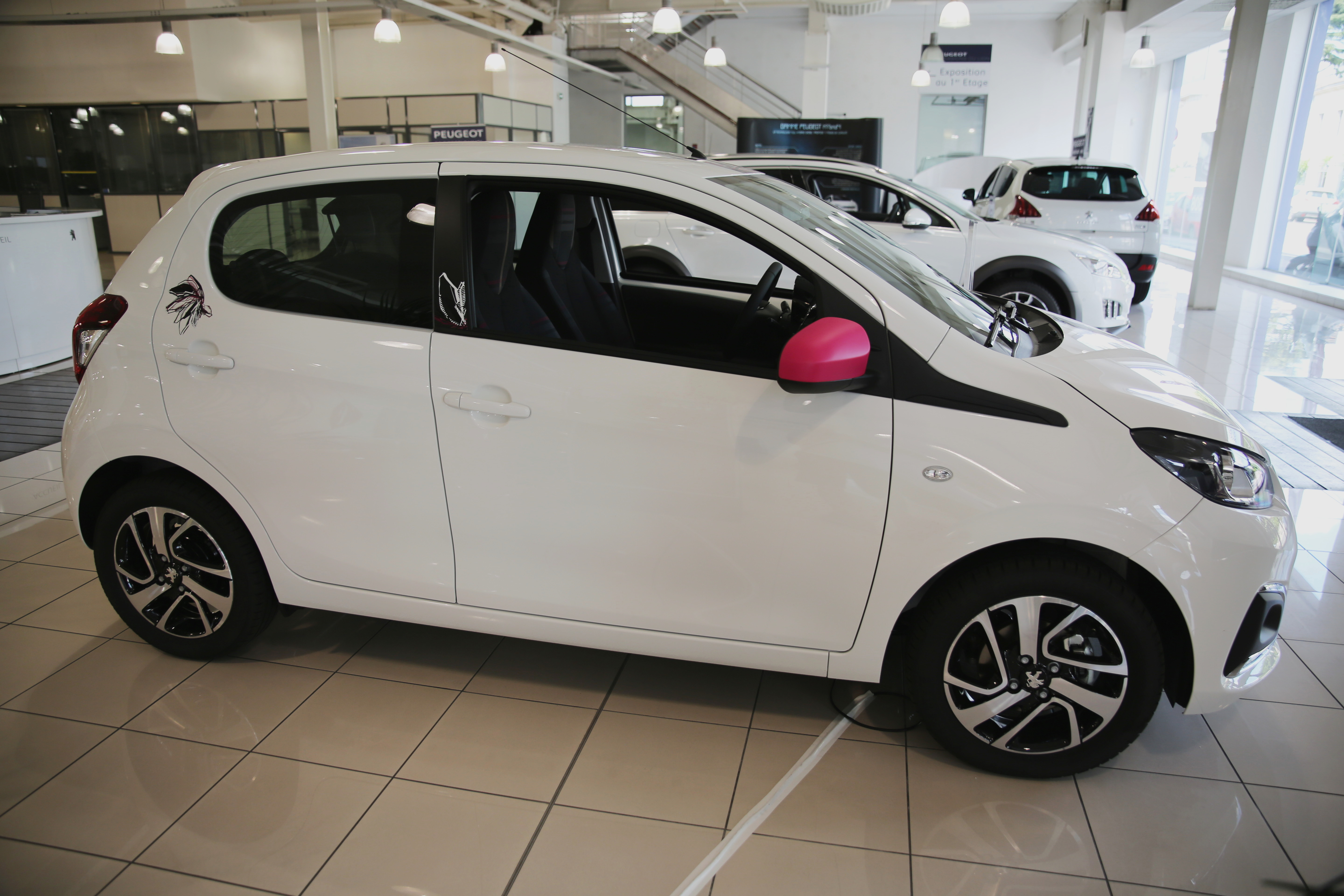
5ドア サイドビュー

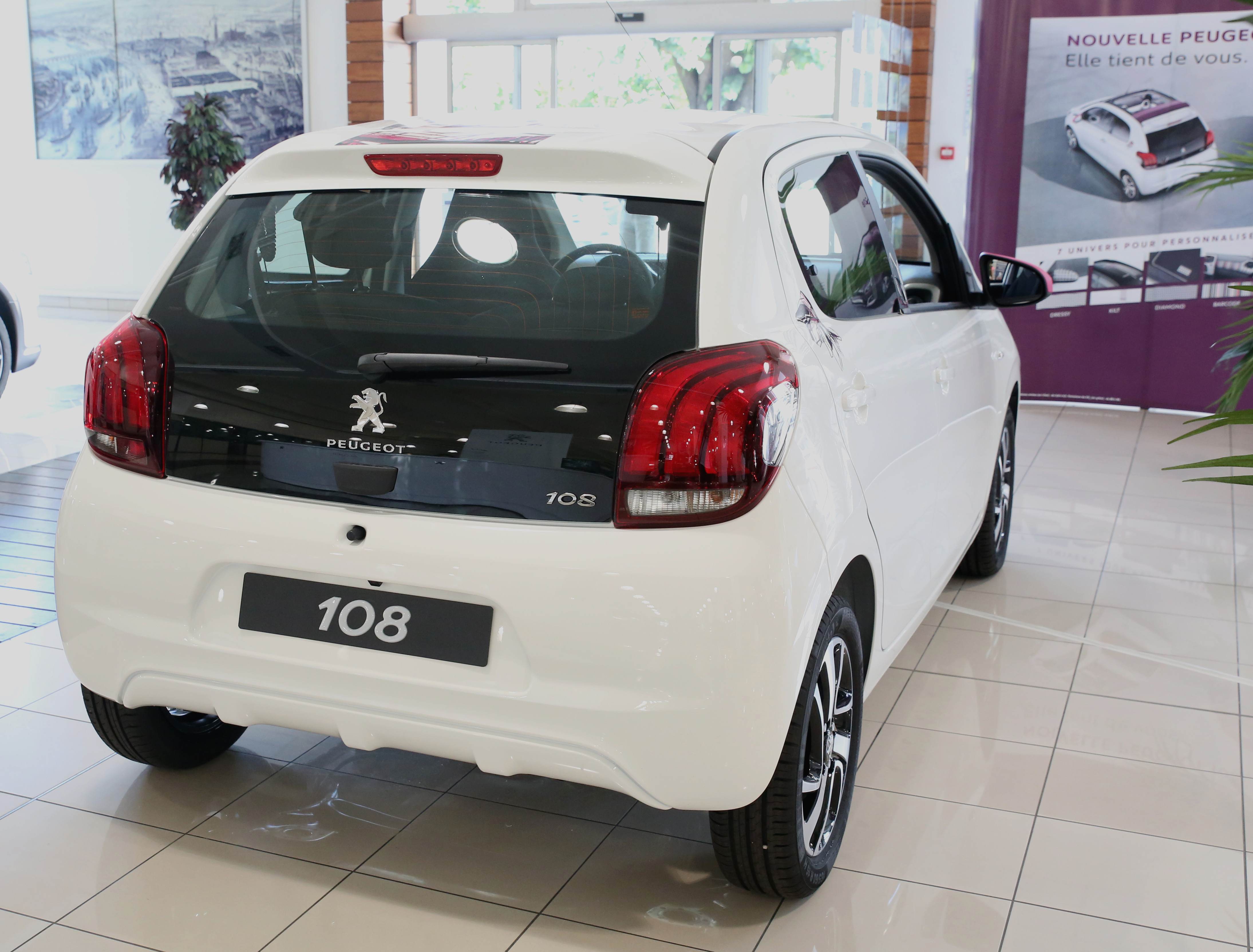
5ドア リアビュー

## エンジン
| エンジン           | ギアボックス                        | 総排気量 （cm³） | 最高出力 （DIN馬力(kW)/rpm） | 最大トルク (Nm/rpm) | 0-100km/h 加速（秒） | 最高速度 （km/h） | 燃料消費量(NEDC) 市街地/郊外/混合 （L/100km） | CO2放出(NEDC、混合) （g/km） |
| ------------------ | ----------------------------------- | ---------------- | ---------------------------- | ------------------- | -------------------- | ----------------- | --------------------------------------------- | ---------------------------- |
| ガソリン           |                                     |                  |                              |                     |                      |                   |                                               |                              |
| 1.0 VTi EB0        | 5速MT                               | 998              | 69 (50) / 6,000              | 93 / 3,600          | 14.3                 | 157               | 5 / 3.6 / 4.1                                 | 95                           |
| 1.0 VTi EB0        | 5速ETG （Efficient Tronic Gearbox） | 998              | 69 (50) / 6,000              | 93 / 3,600          | 14.3                 | 157               | 5 / 3.8 / 4.2                                 | 97                           |
| 1.0 e-VTi EB0      | 5速MT                               | 998              | 69 (50) / 6,000              | 93 / 3,600          | 14.6                 | 157               | 4.5 / 3.5 / 3.8                               | 88                           |
| 1.2 VTi EB2        | 5速MT                               | 1,199            | 82 (60) / 5,750              | 116 / 2,750         | 11                   | 170               | 5.4 / 3.7 / 4.3                               | 99                           |
| 1.0 VTi 72 2018年- | 5速MT                               | 998              | 72 (53) / 6,000              | 85 / 4,400          | 12.6                 | 160               | 4.5 / 3.4 / 3.7                               | 85                           |

## 仕様
- Like
- Access
- Active
- Envy (2016年からの特別シリーズ)
- Style
- Allure
- Féline (2016年終了)
- Collection
- GT Line

速度計中央のディスプレイは常に英語。オーディオの表示は「Style」仕様まで英語表記。

### 特別仕様
- ローラン・ギャロス
- コレクション - ミュージシャン・ミーカとのコラボモデル[5][6]

## TOP！
TOP！と呼ばれるコンバーチブルトップを装備した仕様が用意されている。

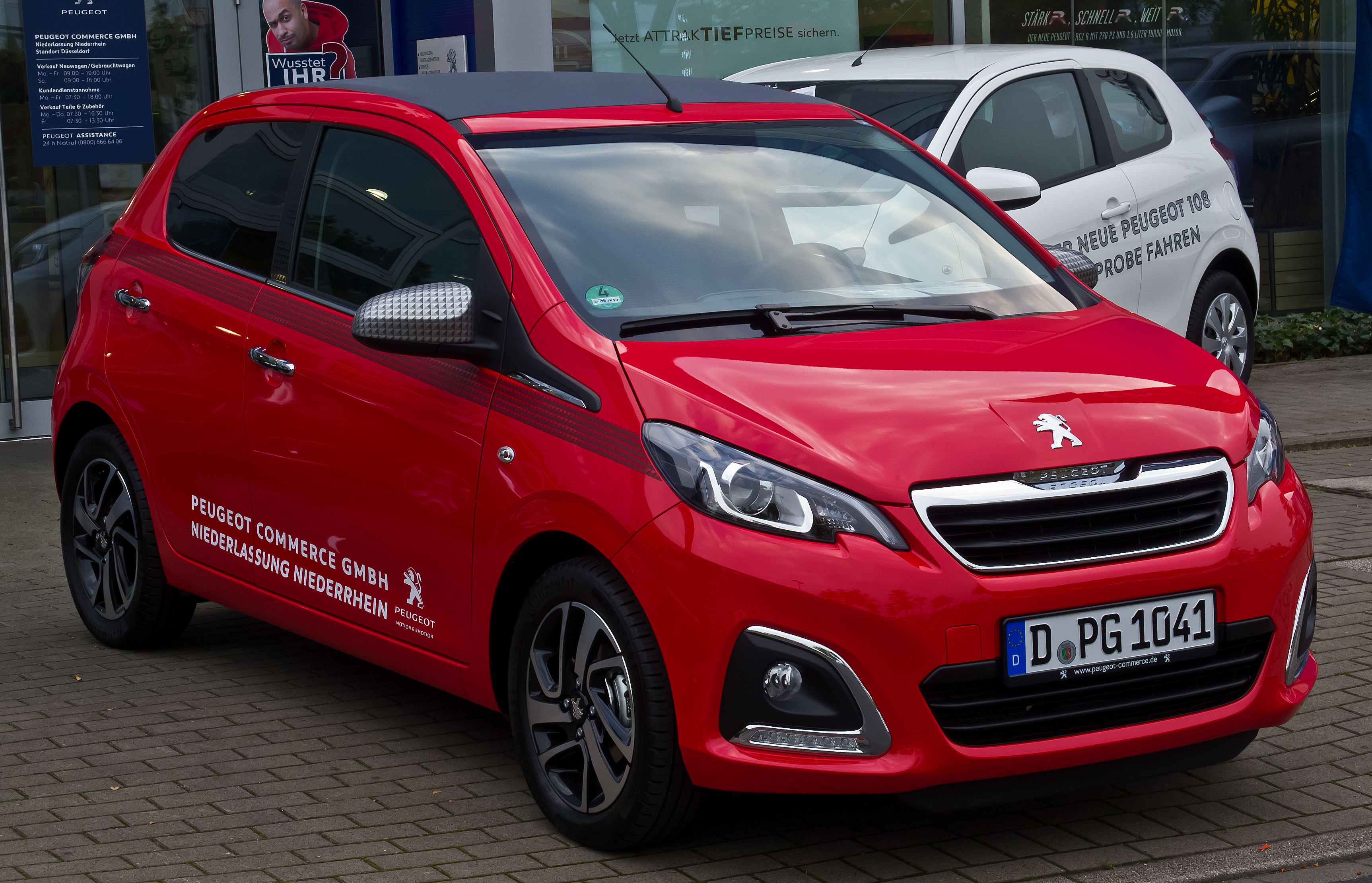
TOP! Allure（2014年）